# فورفيكولا
فورفيكولا أو نهيك (الإسم العلمي:Forficula)، هو جنس من الحشرات يتبع فصيلة فورفيكيوليدي ويحتوي على 68 نوعاً، مما يجعلها أكبر أجنس حشرة أبو مقص.